# 歷史研究 (期刊)
《歷史研究》，創刊於1954年，屬於雙月刊，是中華人民共和國成立後的第一本綜合性史學期刊，由中共中央“中国历史问题研究委员会”倡议创办，第一届编委会的召集人是郭沫若。1995年獲中國社會科學優秀期刊提名獎。1996年被評為中國社會科學院優秀期刊，2005年获国家期刊奖。2018年被评为2017年全国百强社科期刊。